# Bahnhof Erlangen
Der Bahnhof Erlangen befindet sich bei Streckenkilometer 23,5 an der Bahnstrecke Nürnberg–Bamberg. Er ist der älteste Bahnhof der Stadt Erlangen sowie deren einziger Fernverkehrshalt. Seine Verwaltung obliegt dem Bahnhofsmanagement in Nürnberg.
Der Bahnhof zählt etwa 24.000 Reisende und Besucher sowie 175 Zughalte pro Tag.

## Lage
Der Bahnhof liegt am Westrand der Erlanger Innenstadt und erstreckt sich in Nord-Süd-Ausrichtung von der Überführung „Am Altstädter Friedhof“ bis zur Überführung über die Güterhallenstraße.

## Infrastruktur

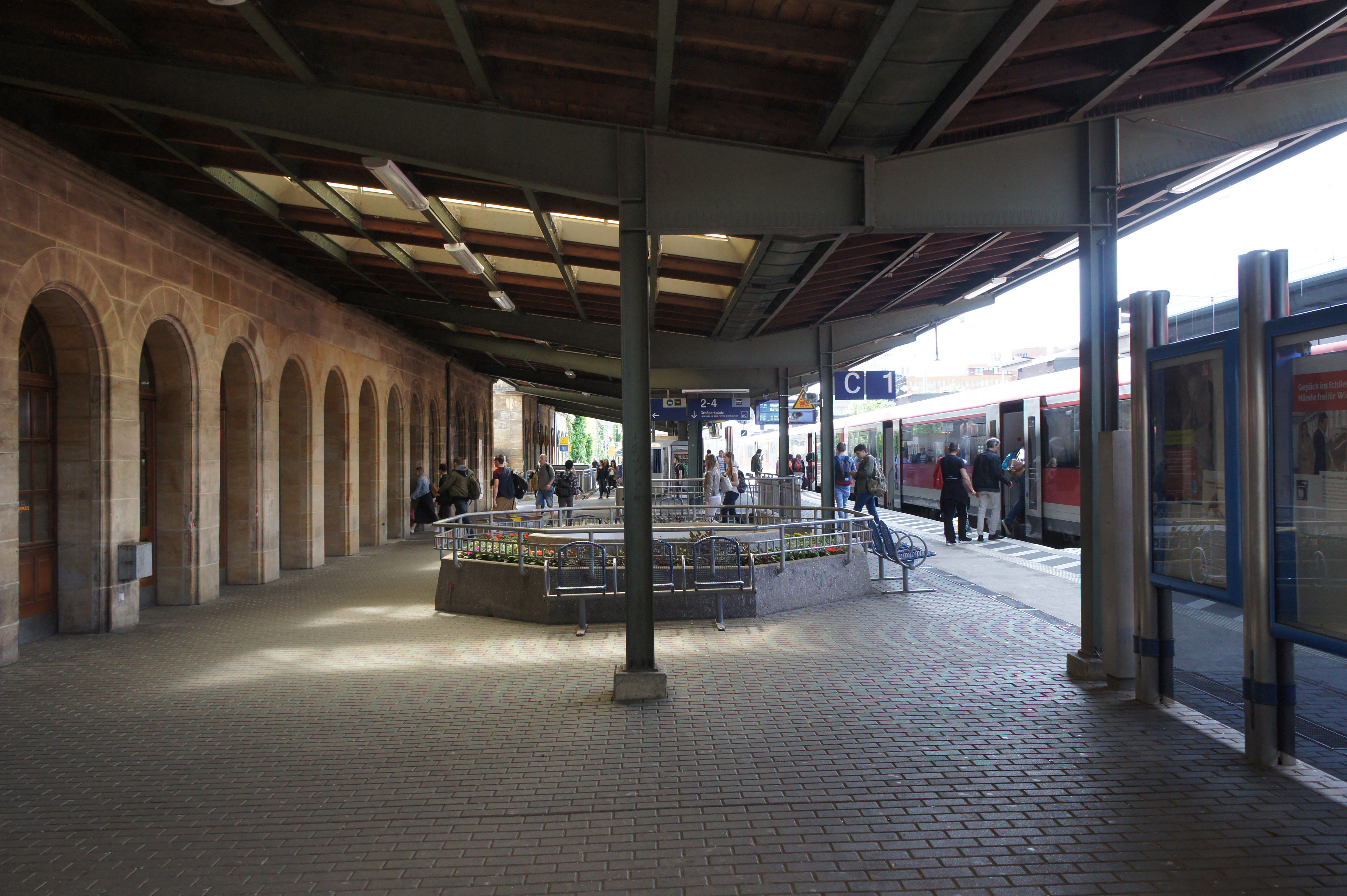
Bahnsteig und Eingang zum Empfangsgebäude

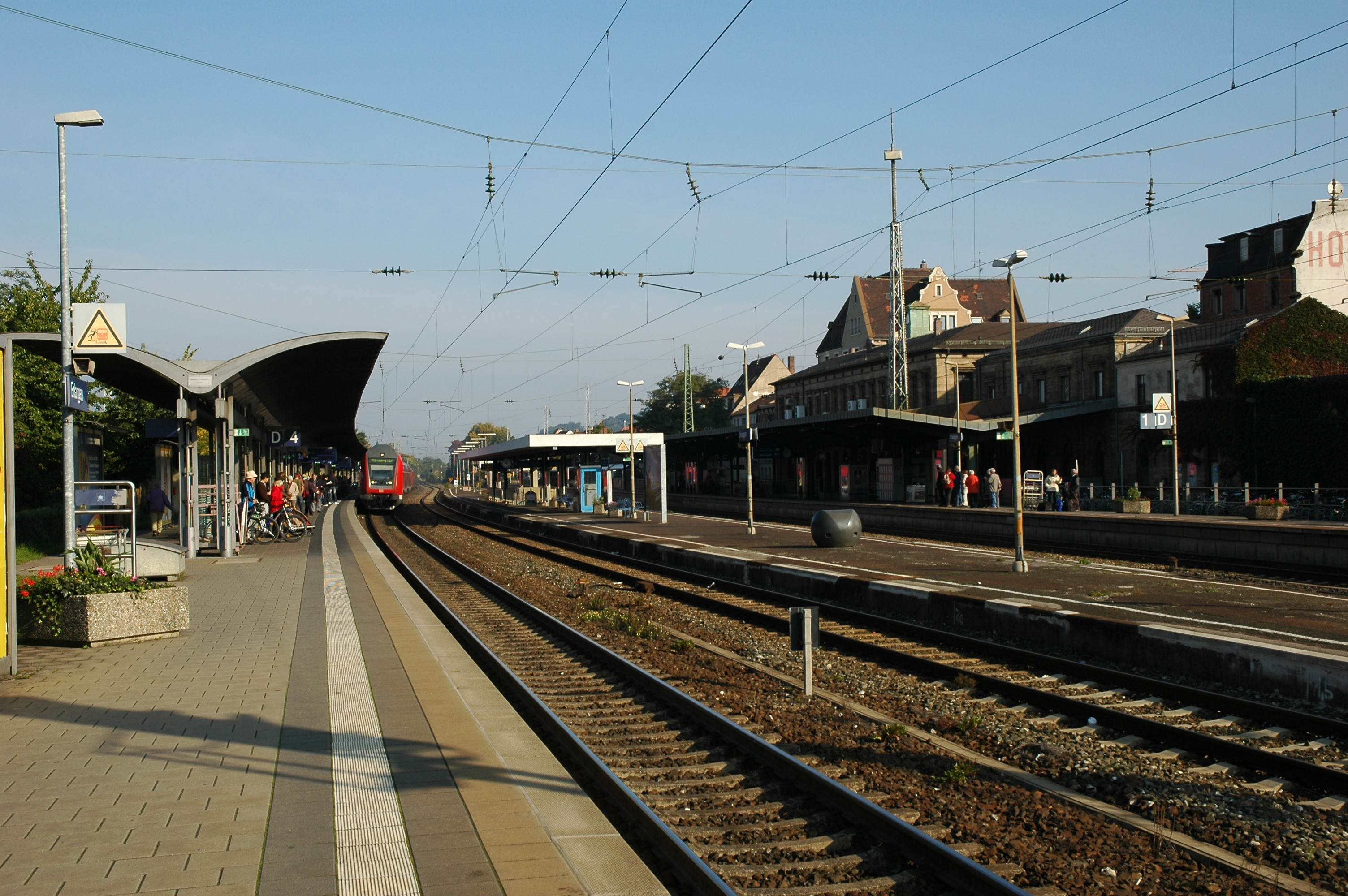
Blick auf Gleis 4, rechts daneben die Gleise 3, 2 und 1 sowie das Empfangsgebäude im Hintergrund

Der Bahnhof verfügt über vier Durchgangsgleise, wovon die Gleise 1 und 4 für durchfahrende Fern- und Regionalzüge und die Gleise 2 und 3 für den S-Bahn-Verkehr genutzt werden. Zur weiteren Ausstattung jedes Bahnsteigs gehören digitale Zugzielanzeiger und witterungsgeschützte Sitzgelegenheiten. Alle Bahnsteige sind über eine Fußgängerunterführung miteinander sowie dem Bahnhofsvorplatz östlich als auch dem Busbahnhof westlich des Bahngeländes verbunden. Der Ostzugang wird über Fahrtreppen durch das Empfangsgebäude als auch über eine Rampe barrierefrei von der Westlichen Stadtmauerstraße hergestellt, der Westzugang vom Busbahnhof erfolgt niveaugleich.
Der Hausbahnsteig (Gleis 1) ist 410 m lang und 76 cm hoch, im Bereich des Empfangsgebäudes überdacht und sowohl über Rampen als auch Festtreppen vom Straßenniveau aus erreichbar. Die Gleise 2 und 3 haben einen gemeinsamen 140 m langen und 76 cm hohen teilüberdachten Mittelbahnsteig, der über Festtreppen von beiden Seiten an den Fußgängertunnel anschlossen ist. Im Zuge der Grundsanierung in den Jahren 2012 bis 2016 erhielt dieser Bahnsteig zudem einen Personenaufzug. Gleis 4 verfügt über einen 380 m langen und 76 cm hohen teilüberdachten Seitenbahnsteig, der von beiden Seiten über Festtreppen an die Fußgängerunterführung angeschlossen ist. Barrierefrei Zugänge zu Gleis 4 gibt es über Rampen von der Fußgängerunterführung zum nördlichen Bahnsteigende und von der Friedrich-List-Straße zum südlichen Bahnsteigende.
Im Empfangsgebäude befinden sich ein zeitweise besetzter Fahrkartenschalter sowie ein Warteraum für Reisende. Des Weiteren gibt es eine Bahnhofsbuchhandlung, Gastronomie und sanitäre Einrichtungen. Zu beiden Seiten des Bahnhofs gibt es insgesamt 1262 Fahrradstellplätze, die zum Teil überdacht sind, auf der Westseite außerdem 2136 Park-and-ride-Stellplätze für PKW.
Der Bahnhof wird durch ein 1999 gebautes Elektronisches Stellwerk der Bauform SIMIS C gesteuert. Im Bahnhof stehen Ks-Signale und Punktförmige Zugbeeinflussung. Das Stellwerk soll auf SIMIS D hochgerüstet werden, als zusätzliches Zugbeeinflussungssystem soll ETCS Level 2 eingerichtet werden.

## Verkehrsanbindungen

### Fernverkehr
Im Fernverkehr wird Erlangen von der ICE-Linie 28 (Hamburg – Berlin – Leipzig – Erfurt – Nürnberg – München) im Zwei-Stunden-Takt bedient, als Triebfahrzeuge kommen dabei ICE 1, ICE T und ICE 4 zum Einsatz. Aufgrund der von der Westbahn übernommenen Stadler KISS-Wagengarnituren auf der neuen IC-Linie zwischen Dresden und Rostock kommt es zu einer nächtlichen Überführungsfahrt vom Werk in Wien auf die besagte Strecke. Wegen dieser Fahrt profitiert seit März 2020 der Bahnhof Erlangen von einem weiteren Intercity-Halt.
| Linie / Zuggattung | Strecke | Taktfrequenz     |
| ------------------ | --- | ---------------- |
| ICE 18             | Hamburg – Berlin – Halle – Erfurt – Bamberg – Erlangen – Nürnberg – München | ein Zugpaar      |
| ICE 28             | (Ostseebad Binz –) Hamburg – Berlin – Leipzig – Erfurt – Erlangen – Nürnberg – München | 120-Minuten-Takt |
| IC 17              | (Warnemünde –) Rostock – Berlin – Halle (Saale) – Leipzig – Jena – Saalfeld (Saale) – Lichtenfels – Bamberg – Erlangen – Fürth – Nürnberg – Regensburg – Passau – Schärding – Wien                                                                                      | ein Zugpaar      |
| IC 61              | Saaletal: Karlsruhe – Pforzheim – Mühlacker – Vaihingen – Stuttgart – Schwäbisch Gmünd – Aalen – Ellwangen – Crailsheim – Ansbach – Nürnberg – Erlangen – Bamberg – Lichtenfels – Kronach – Saalfeld – Jena-Göschwitz – Jena Paradies – Naumburg – Weißenfels – Leipzig | 5 Zugpaare       |

Am 11. Mai 2021 gab Flixtrain bekannt, dass Erlangen ins Netz aufgenommen und regelmäßig bedient wird. Seit dem 17. Juni 2021 war ein Zugpaar der FLX 35N nachts zwischen Leipzig, Jena, Nürnberg und München unterwegs. Dieser Zug wurde in Leipzig auf die FLX 35 durchgebunden, sodass Tickets für den gesamten Laufweg Hamburg – Leipzig – München erworben werden und die Fahrgäste in Leipzig im Zug verbleiben konnten. Durchführendes Eisenbahnverkehrsunternehmen war die IGE. Zum Einsatz kamen normale Großraumwagen, die auch auf den sonstigen Tagesverbindungen eingesetzt werden. Diese Weiterleitung wird im Winterfahrplan 21/22 auf der Unternehmensseite nicht mehr aufgeführt und wurde somit zum Dezemberfahrplanwechsel 2021 eingestellt.
| Linie   | Strecke | Frequenz           | Betreiber | Betriebsstart | Betriebsende     |
| ------- | --- | ------------------ | --------- | ------------- | ---------------- |
| FLX 35N | (Hamburg – Berlin-Spandau – Berlin – Berlin Südkreuz –) Leipzig – Naumburg (Saale) – Jena Paradies – Saalfeld – Bamberg – Erlangen – Nürnberg – Augsburg – München-Pasing – München | 1 Zugpaar 4×/Woche | IGE       | 17. Juni 2021 | 9. Dezember 2021 |

### Nahverkehr
Im Nahverkehr wird der Bahnhof als Teil der Kursbuchstrecken 820 (Nürnberg – Fürth – Erlangen – Forchheim – Bamberg – Lichtenfels – Sonneberg) und 891.2 (Nürnberg – Fürth – Erlangen – Forchheim) von Regional-Express-Zügen angefahren. Eingesetzt werden in Regionalverkehr Triebwagen vom Typ Siemens Desiro HC (Baureihe 1462 und Baureihe 4462), wobei letztere mit ETCS-Ausrüstung auch über die Schnellfahrstrecke fahren können. Seit Dezember 2010 gehört Erlangen zum Netz der S-Bahn Nürnberg, hier fährt die Linie S1.
| Linie | Verlauf                                                                                       | Verlauf                                                                                       | Taktfrequenz       | Fahrzeugmaterial                   |
| ----- | --------------------------------------------------------------------------------------------- | --------------------------------------------------------------------------------------------- | ------------------ | ---------------------------------- |
| RE14  | Nürnberg – Fürth – Erlangen – Forchheim – Hirschaid – Bamberg                                 | – Breitengüßbach – Lichtenfels – Kronach – Saalfeld (Saale)                                   | Zwei-Stunden-Takt  | Siemens Desiro HC (Baureihe 1462)  |
| RE20  | Nürnberg – Fürth – Erlangen – Forchheim – Hirschaid – Bamberg                                 | – Haßfurt – Schweinfurt – Würzburg                                                            | Zwei-Stunden-Takt  | Siemens Desiro HC (Baureihe 1462)  |
| RE 28 | Nürnberg – Fürth – Erlangen – Forchheim – Hirschaid – Bamberg – Breitengüßbach – Lichtenfels  | – Coburg – Sonneberg                                                                          | Zwei-Stunden-Takt  | Siemens Desiro HC (Baureihe 1462)  |
| RE14  | Nürnberg – Fürth – Erlangen – Forchheim – Hirschaid – Bamberg – Breitengüßbach – Lichtenfels  | – Kronach – Saalfeld (Saale)                                                                  | Zwei-Stunden-Takt  | Siemens Desiro HC (Baureihe 1462)  |
| RE19  | Nürnberg – Fürth – Erlangen – Forchheim – Hirschaid – Bamberg – Coburg                        | – Sonneberg                                                                                   | Stundentakt        | Siemens Desiro HC (Baureihe 4462)  |
| RE 29 | Nürnberg – Fürth – Erlangen – Forchheim – Hirschaid – Bamberg – Coburg                        | – Erfurt                                                                                      | fünf Zugpaare      | Siemens Desiro HC (Baureihe 4462)  |
| S 1   | Forchheim – Erlangen – Fürth – Nürnberg – Feucht – Neumarkt (Oberpfalz)                       | Forchheim – Erlangen – Fürth – Nürnberg – Feucht – Neumarkt (Oberpfalz)                       | 20/40-Minuten-Takt | Bombardier Talent 2 (Baureihe 442) |
| S 1   | Bamberg – Hirschaid – Forchheim – Erlangen – Fürth – Nürnberg – Feucht – Neumarkt (Oberpfalz) | Bamberg – Hirschaid – Forchheim – Erlangen – Fürth – Nürnberg – Feucht – Neumarkt (Oberpfalz) | Stundentakt        | Bombardier Talent 2 (Baureihe 442) |

### Busverkehr
Östlich des Bahnhofs befindet sich die Haltestelle Hauptbahnhof, früher Bahnhofsplatz, an der neben den Stadtbuslinien 280–287, 289 und 290, 293–295 der ESTW auch die Linien 20 und 30 der VAG und die Regionalbuslinien 202, 203, 205, 253 des OVF halten. Die westlich des Bahnhofs liegende Haltestelle Busbahnhof wird von den Regionalbuslinien 201, 208–210 und 254 des OVF bedient. Auch Fernbusse halten am Erlanger Busbahnhof. Die städtischen Busknotenpunkte Arcaden und Hugenottenplatz sind einige hundert Meter nördlich bzw. östlich gelegen.

## Architektur

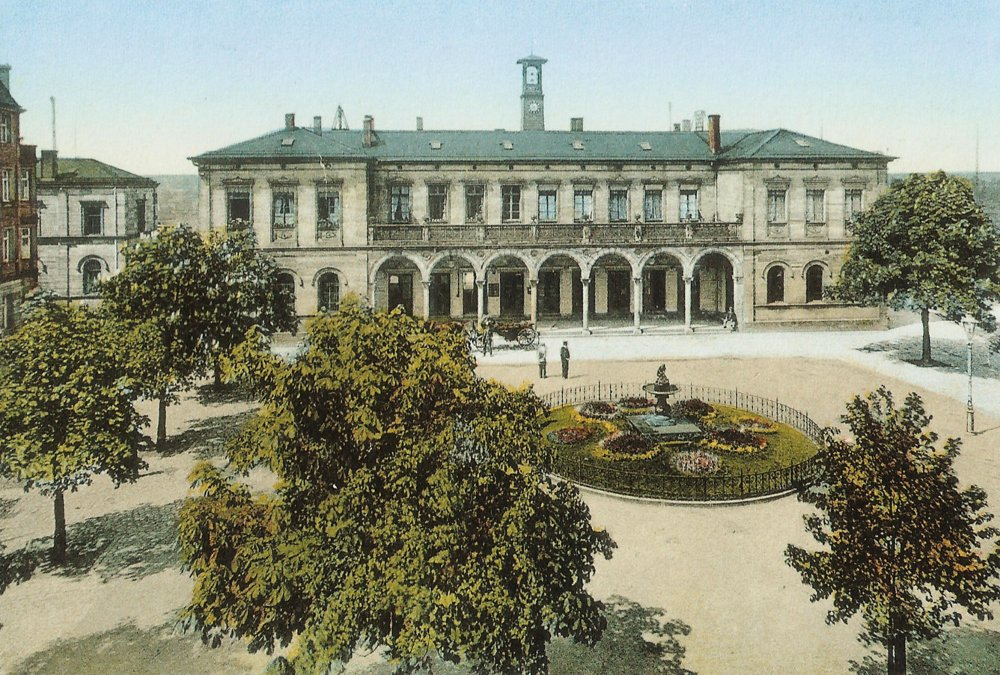
Der Erlanger Bahnhof, um 1910

Das heute unter Denkmalschutz stehende Empfangsgebäude wurde nach Plänen von Eduard Rüber als eingeschossiger Sandsteinquaderbau errichtet. Es bestand aus einem offenen Mittelbau an den sich im Norden und im Süden je ein Wartesaal für die Reisenden anschloss. Zwischen 1868 und 1870 folgte der erste Umbau durch Friedrich Bürklein, bei dem das gesamte Gebäude aufgestockt und die Veranda zu einer offenen Loggia mit Neurenaissanceelementen umgebaut wurde. 1919 gestaltete man die Loggia zu einem geschlossenen Vorbau um, der in den 1950er Jahren durch einen modernen Wartesaal ersetzt wurde. Bei der letzten Renovierung 1991 wurde der Zustand vor der nachkriegszeitlichen Modernisierung optisch wiederhergestellt.

## Geschichte

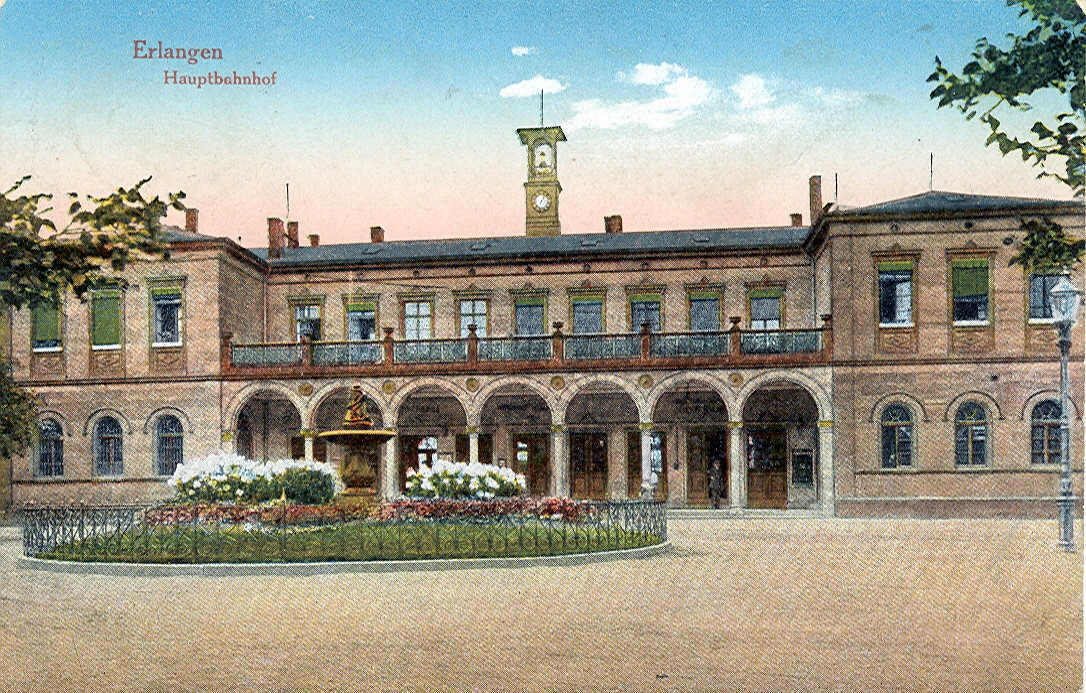
Der Erlanger Bahnhof, um 1917

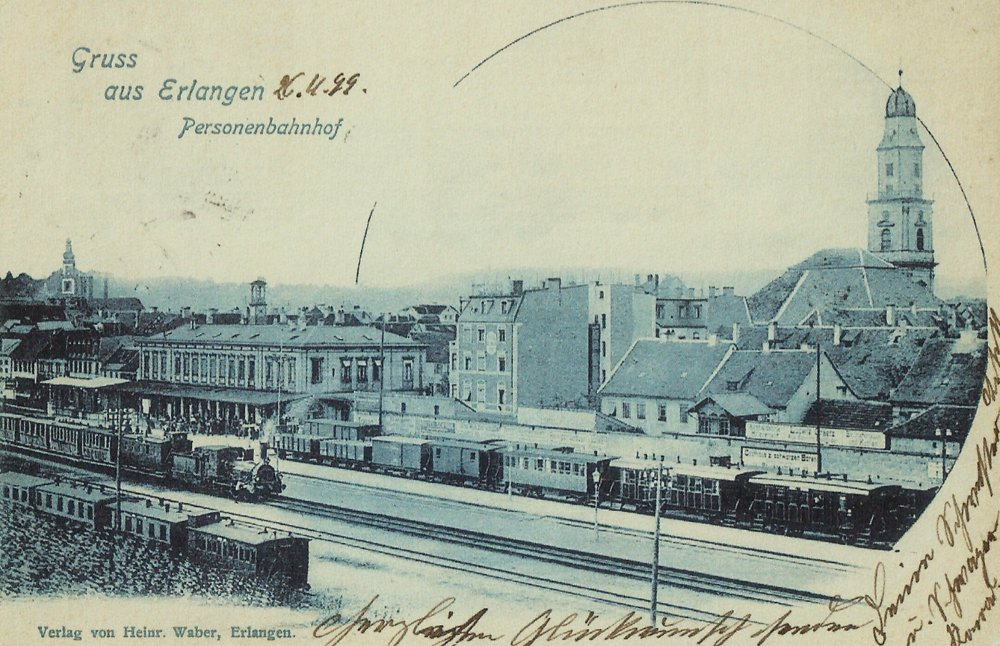
Der Erlanger Bahnhof von Südwesten, um 1899

Der Bahnhof wurde zusammen mit dem Ludwig-Süd-Nord-Bahn-Abschnitt Nürnberg–Bamberg bereits am 25. August 1844, dem Geburtstag von König Ludwig I., von der Bayerischen Staatsbahn eröffnet. Der reguläre Betrieb auf der Strecke konnte allerdings erst am 1. September 1844 nach Abschluss aller Bauarbeiten aufgenommen werden, der Fahrgastbetrieb folgte einen Monat später am 1. Oktober 1844. Zum Anschlussbahnhof wurde er mit der Eröffnung der Bahnstrecke Erlangen–Eschenau („Seku“) am 17. November 1886. Die Züge der Sekundärbahn endeten in der Regel in einem Gleis südlich des Empfangsgebäudes. Durch das steigende Verkehrsaufkommen, dem die eingleisige Strecke nicht mehr gewachsen war, wurde die von Beginn an zweigleisig angelegte Trasse 1891 Richtung Bamberg und 1892 von Fürth kommend dem Verkehr übergeben. Am 1. Oktober 1894 wurde ein von Nürnberg Hauptbahnhof ausgehender Vorortverkehr eingerichtet, der einen seiner Endpunkte in Erlangen hatte. Der Bahnhof wurde auch Endbahnhof der Personenzüge auf der Strecke Erlangen–Herzogenaurach, bis der Personenverkehr am 28. September 1984 eingestellt wurde. Einen weiteren Aufschwung erlebte der Bahnhof mit der Aufnahme des elektrischen Zugbetriebs am 15. Mai 1939. Nach dem Zweiten Weltkrieg und der Teilung Deutschlands verlagerten sich die bisher über die Bahnstrecke Nürnberg–Bamberg verlaufenden Verkehrsströme gen Norden auf die Strecke über Würzburg und koppelten den Bahnhof somit vom Fernverkehr ab. Auch seine Funktion als Knotenpunkt ging mit der Stilllegung der „Seku“ am 17. Februar 1963 verloren. In den späten 1960er Jahren wurde im Großraum Nürnberg, als Vorläufer für ein mögliches S-Bahn-System, ein verbessertes Nahverkehrsangebot mit dichten Takten auf den Hauptlinien eingeführt, in das auch Erlangen mit eingebunden war. Die Planungen wurden in den 1980er Jahren konkretisiert und Erlangen als Ziel für die zweite Stufe des Nürnberger S-Bahn-Netzes festgelegt, zunächst aber folgte die Integration in den am 27. September 1987 gegründeten VGN. Nach dem Fall der Mauer und der Wiedervereinigung wurde das Fernverkehrsangebot nach Berlin erheblich ausgeweitet.
In Zusammenhang mit der Schnellfahrstrecke Nürnberg–Erfurt bzw. der S-Bahn nach Forchheim wurden der Spurplan sowie die Infrastruktur des Bahnhofs angepasst. Die beiden Außengleise (1 und 4) werden seitdem vom Fern- und schnellen Regionalverkehr angefahren, die beiden mittleren Gleise (2 und 3) sind dem S-Bahn-Verkehr vorbehalten, wofür der vorhandene Bahnsteig auf S-Bahn-Niveau (140 m lang und 76 cm hoch) gebracht wurde. Die doppelte Gleisverbindung zwischen Gleis 2 und 3 am südlichen Bahnsteigende wurde entfernt und durch Gleiswechsel zwischen allen Gleisen nördlich des Bahnhofs ersetzt. Zwischen der Brücke über die Martinsbühler Straße und der Brücke über die Schwabach wurde ein Wendegleis für die in Erlangen endenden S-Bahn-Kurse errichtet.
Im Zuge des Ausbaus wurde das Gleis 1 so umgebaut, dass Züge den Bahnhof mit einer Geschwindigkeit von 160 km/h durchfahren können.

## Zukunft
Die geplante Stadt-Umland-Bahn Nürnberg–Erlangen–Herzogenaurach soll – sofern sie gebaut wird – den Bahnhof bedienen. Stand der Planungen 2023 ist, westlich von Gleis vier eine zweigleisige Haltestelle zu errichten.
Die Stadt Erlangen setzt sich dafür ein, den Bahnhof in „Erlangen Hauptbahnhof“ umzubenennen.

## Weitere Bahnhöfe
Neben dem Bahnhof Erlangen liegen in der Stadt noch die Bahnhöfe Erlangen Paul-Gossen-Straße mit dem Haltepunkt und Bahnhofsteil Erlangen-Bruck sowie Eltersdorf. Diese liegen südlich des Bahnhofs Erlangen und werden im Personenverkehr nur von der S-Bahn angefahren.